# Henry M. Arens

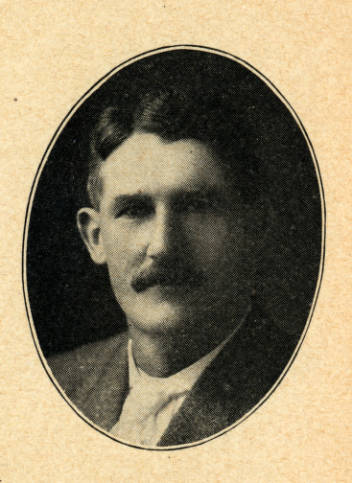
Henry M. Arens (1923)

Henry M. Arens (eigentlich Heinrich Martin Arens) (* 21. November 1873 in Bausenrode, heute Finnentrop; † 6. Oktober 1963 in Jordan, Minnesota) war ein deutscher Einwanderer in den Vereinigten Staaten. Dort war er Farmer und Politiker. Er war unter anderem zeitweise Vizegouverneur des Bundesstaates Minnesota und Abgeordneter im Repräsentantenhaus der Vereinigten Staaten.

## Leben
Arens war nachgeborener Sohn eines Bauern. Er besuchte die Volksschule und die von Johannes Dornseiffer geleitete landwirtschaftliche Winterschule in Fretter. Ohne Aussicht auf Erbe des elterlichen Hofes wanderte er 1889 in die USA aus und ging zu einem Onkel in Jordan (Minnesota). Nach der Arbeit in einer Fleischerei erwarb er dort eine eigene Farm. Diese bewirtschaftete er bis 1947. Daneben engagierte er sich für die Interessen der Farmer. Er gründete die örtliche Molkereiorganisation und war deren Präsident. Auf Staatsebene war er Vizepräsident der zentralen Molkereigenossenschaften. Er war auch Vizepräsident des Viehzüchterverbandes von Minnesota. Außerdem war er kommunalpolitisch tätig.
Arens war Mitglied der Bauern- und Arbeiterpartei von Minnesota. Für diese wurde er 1919, trotz seiner deutschen Herkunft, in das Repräsentantenhaus von Minnesota gewählt. Diesem gehörte er bis 1922 an. Dem Senat des Staates gehörte er dann von 1923 bis 1930 an. Im Jahr 1931 wurde er Vizegouverneur von Minnesota. Seit 1932 war Arens für die Minnesota Farmer-Labor Party Mitglied des US-Repräsentantenhauses. Diesem gehörte er bis zu seiner Abwahl 1934 an. Sein Versuch, 1936 erneut in das Repräsentantenhaus einzuziehen, scheiterte.
Er blieb seiner Sauerländer Heimat verbunden und besuchte nach dem Zweiten Weltkrieg zweimal seinen Heimatort.